# Villanovafranca
Villanovafranca (sardinsky: Biddanòa Frànca) je italská obec (comune) v provincii Sud Sardegna v regionu Sardinie. Nachází se ve výšce 292 metrů nad mořem a má přibližně 1 200 obyvatel. Rozloha obce je 27,59 km².